# Campi di urne della Germania meridionale
I campi di urne della Germania meridionale erano parte della più estesa cultura dei campi di urne della tarda età del bronzo.

## Origine
I campi di urne in questa regione si svilupparono a partire dalla precedente cultura dei tumuli. Questo processo di transizione fra i due aspetti culturali ebbe inizio a partire dal 1300-1200 a.C. circa e viene denominato fase Rigsee.

## Cronologia e distribuzione geografica

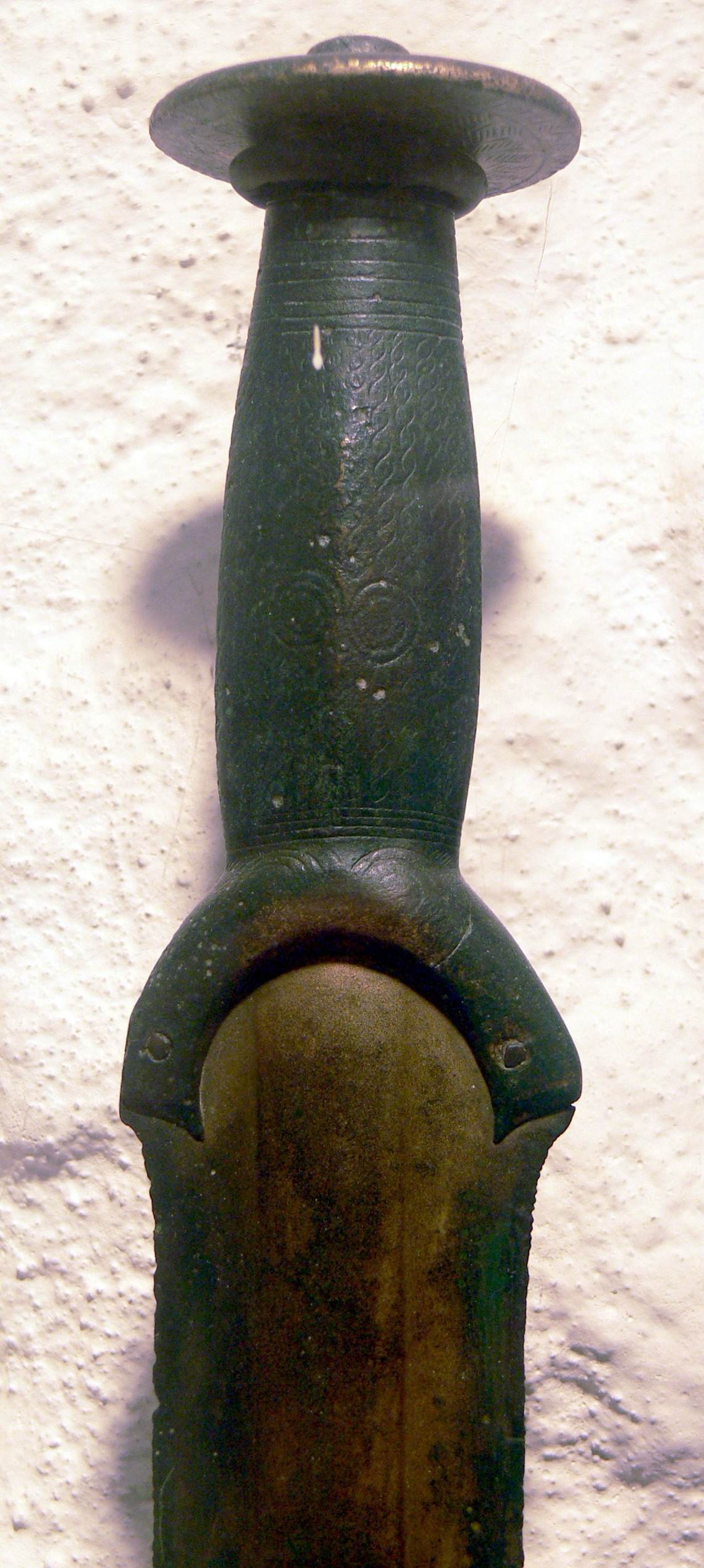
Spada in bronzo tipo Riegsee dalla Baviera

La cultura dei campi nel territorio della Germania meridionale iniziò nel 1300 a.C. e cessò di esistere nell'800 a.C. circa quando venne rimpiazzata dalla cultura di Hallstatt.
- Fase di transizione (fase Rigsee): fase fra la fine della cultura dei tumuli e l'inizio della cultura dei campi di urne , datata al 1300-1200 a.C.
- Fase antica: viene divisa in due fasi : Hallstatt A1 (1200-1100 a.C.) e Hallstatt A1 (1100-1000 a.C.)
- Fase recente: periodo Hallstatt B (1000-800 a.C. circa)

Questa cultura confinava a sud con le Alpi, ad ovest con il corso della Mosella, ad est includeva l'Alta Austria. In base alle affinità o differenze è possibile dividerla in vari gruppi regionali:
- Gruppo nord-Bavarese: in Baviera settentrionale;
- Gruppo sud-Bavarese: in Baviera meridionale;
- Gruppo dell'alto-Danubio: lungo il corso dell'alto-Danubio;
- Gruppo dell'Hesse settentrionale: nell'attuale parte settentrionale dell'Assia;
- Gruppo Renano-Svizzero-Francese orientale (RSFO): fra Svizzera, Francia orientale e Germania sud-orientale. Da questo gruppo deriveranno i campi di urne catalano-aragonesi e francesi e la cultura di Canegrate diffusasi fra Piemonte, Ticino e Lombardia.

## Economia
L'economia si basava principalmente sull'agricoltura e sull'allevamento in particolare di bovini. Sviluppata e praticata intensamente era anche la metallurgia.

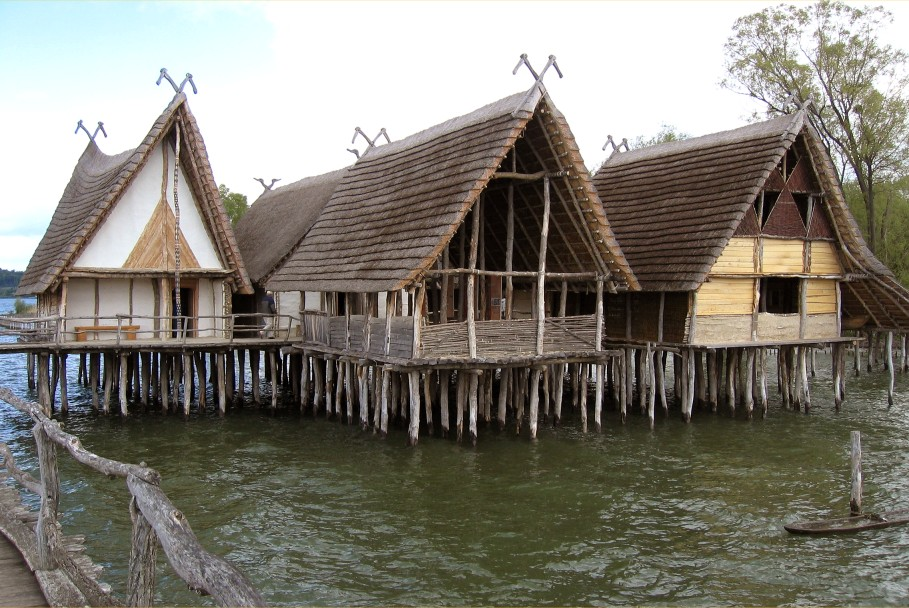
Ricostruzione di un insediamento a palafitta sul lago di Costanza

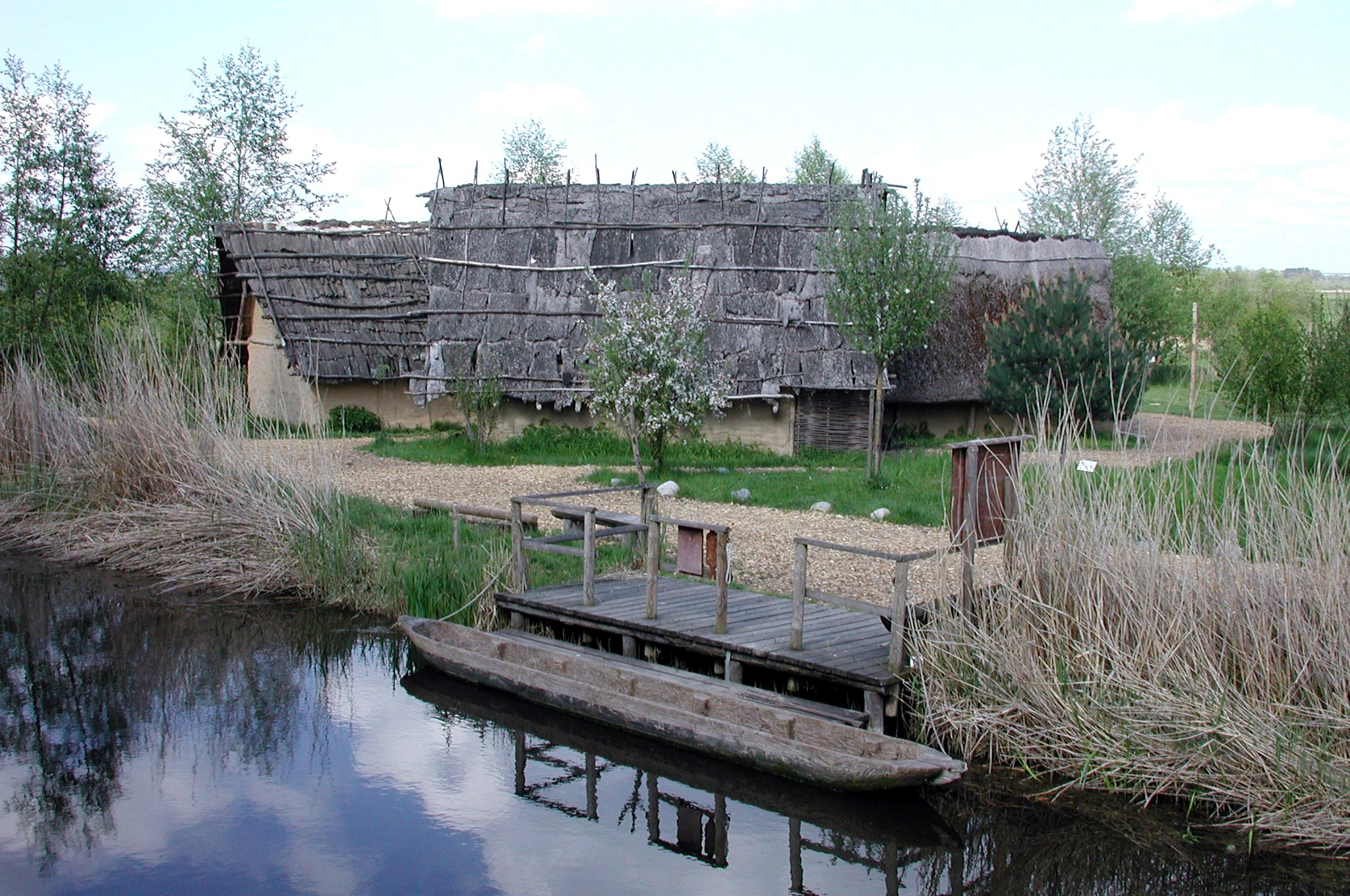
Ricostruzione di un insediamento

## Insediamenti
Gli insediamenti, in genere a pianta rettangolare, erano sia aperti sia dotati di fortificazioni (naturali o artificiali). Gli insediamenti fortiticati venivano edificati sia sulle alture sia sulle pianure, la tendenza alla costruzione di fortificazioni si intensificò nel periodo Hallstatt B. Nelle zone più meridionali, tra cui in Svizzera, gli insediamenti erano costruiti a palafitta sui laghi.

## Riti funerari
La pratica funeraria dominante prevedeva la cremazione del defunto le cui ceneri venivano poste in urne di ceramica.

## Ascrizione etnica
È stato ipotizzato che le popolazioni di questa cultura fossero, almeno in parte, di etnia celtica o protoceltica.